# Circonscription de la Manouba
La circonscription de la Manouba est une ancienne circonscription électorale tunisienne. Elle couvre le territoire du gouvernorat de la Manouba.
Elle est instaurée à partir de la XIe législature.
Le décret-loi no 2022-55 du 15 septembre 2022 la divise en cinq circonscriptions.

## Résultats électoraux
Voici les résultats de l'élection de l'Assemblée constituante de 2011 pour la circonscription ; la liste donne les partis ayant obtenu au moins un siège :
| Parti          | Parti                                                              | Voix    | %    | Sièges |
| -------------- | ------------------------------------------------------------------ | ------- | ---- | ------ |
|                | Ennahdha                                                           | 53 457  | 40,7 | 3      |
|                | Ettakatol                                                          | 10 432  | 7,9  | 1      |
|                | Congrès pour la République                                         | 12 286  | 9,3  | 1      |
|                | Parti du Néo-Destour                                               | 5 826   | 4,4  | 1      |
|                | Pétition populaire pour la liberté, la justice et le développement | 5 310   | 4,0  | 1      |
| Inscrits       | Inscrits                                                           | 140 760 | 100  | 7      |
| Votants        | Votants                                                            | 131 419 |      | -      |
| Exprimés       | Exprimés                                                           | 131 419 | 100  | -      |
| Blancs et nuls | Blancs et nuls                                                     | 9 341   |      | -      |

## Représentants

### Constituants
|  | Nom                  | Image | Parti                                                                         |
|  | -------------------- | ----- | ----------------------------------------------------------------------------- |
|  | Abdelbacet Becheikh  |       | Ennahdha                                                                      |
|  | Latifa Habachi       |       | Ennahdha                                                                      |
|  | Mohsen Kaabi         |       | Ennahdha                                                                      |
|  | Abderraouf Ayadi     |       | Congrès pour la République, indépendant puis Mouvement Wafa                   |
|  | Abderrahmane Ladgham |       | Ettakatol                                                                     |
|  | Abderrazek Khallouli |       | Parti du Néo-Destour puis Mouvement du Tunisien pour la liberté et la dignité |
|  | Ali Haouiji          |       | Pétition populaire puis Mouvement Wafa                                        |

### Députés
Voici la liste des députés de la XIe législature :
|  | Nom                 | Parti                                                                              |
|  | ------------------- | ---------------------------------------------------------------------------------- |
|  | Mohamed Souayah     | Rassemblement constitutionnel démocratique                                         |
|  | Ali Slama           | Rassemblement constitutionnel démocratique                                         |
|  | Salah Taberki       | Rassemblement constitutionnel démocratique                                         |
|  | Monia Derouiche     | Rassemblement constitutionnel démocratique                                         |
|  | Mustapha Madini     | Rassemblement constitutionnel démocratique et Union générale tunisienne du travail |
|  | Abdelhamid Yaâcoubi | Mouvement des démocrates socialistes                                               |
|  | Abdelhamid Mosbah   | Parti de l'unité populaire                                                         |

|  | Nom                     | Parti                                              |
|  | ----------------------- | -------------------------------------------------- |
|  | Ali Slama               | Rassemblement constitutionnel démocratique         |
|  | Salah Taberki           | Rassemblement constitutionnel démocratique         |
|  | Rim Derouiche Chaouachi | Rassemblement constitutionnel démocratique         |
|  | Mohamed Souayah         | Rassemblement constitutionnel démocratique         |
|  | Zeineb Ben Hasine       | Rassemblement constitutionnel démocratique         |
|  | Mustapha Madini         | Rassemblement constitutionnel démocratique et UGTT |
|  | Naoual Hmisi            | Union démocratique unioniste                       |
|  | Aïcha Khamassi          | Parti des verts pour le progrès                    |